# Beretta PMX
Beretta PMX — это итальянский пистолет-пулемёт, разработанный и производимый компанией Beretta.
PMX был представлен в 2017 году и призван заменить Beretta M12 в качестве боевого оружия некоторых правоохранительных органов Италии.

## Разработка

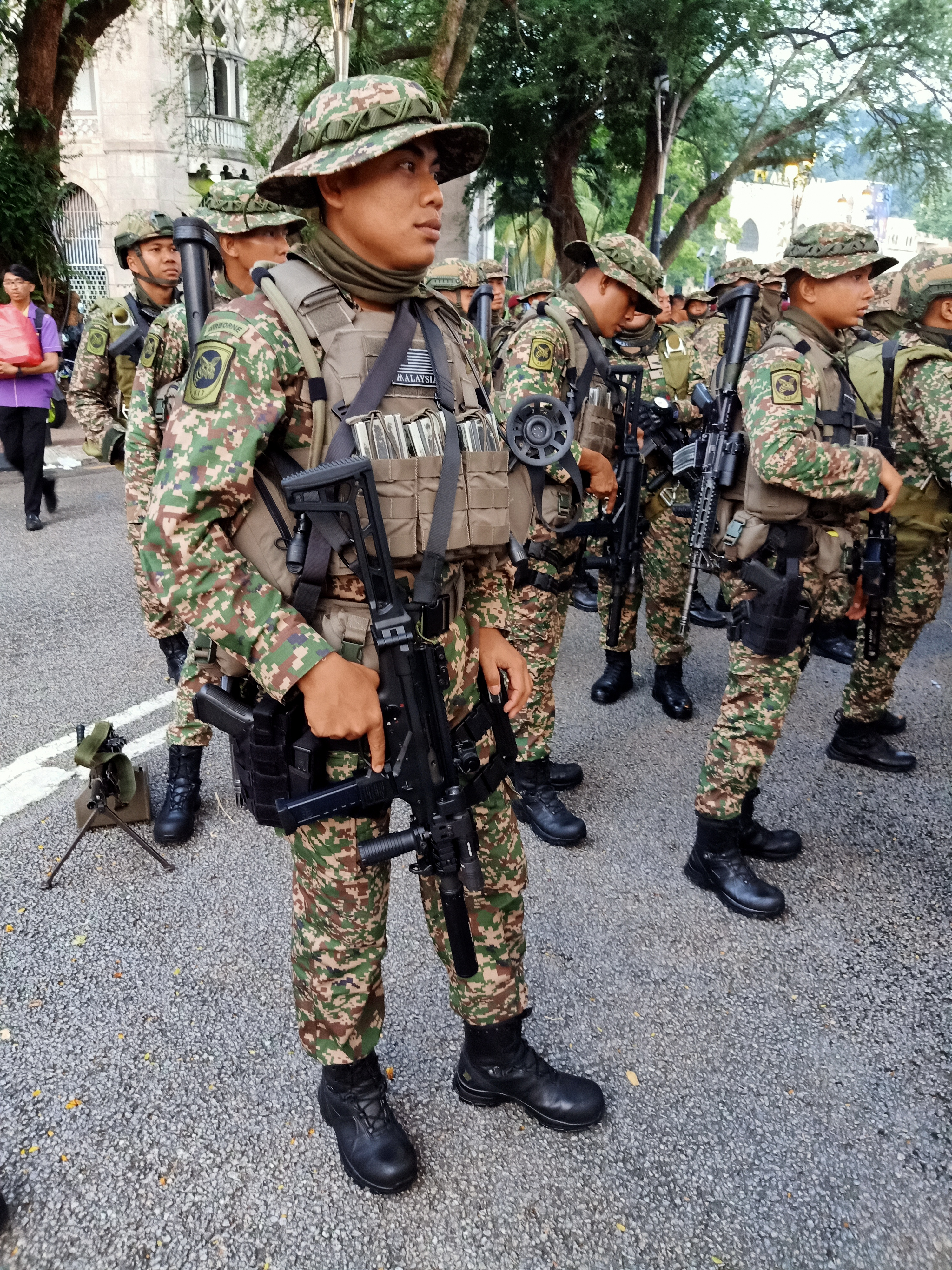
Член 10-й парашютной бригады армии Малайзии с Beretta PMX.

Beretta PMX имеет общие конструктивные особенности с Beretta M12, который поставлялся во многие полицейские и вооруженные силы по всему миру. Примерно в 2015–2016 годах ходило много слухов о выпуске новой модели пистолета-пулёмета, которая затем была представлена компанией Beretta на выставке «Milipol» в Париже в 2017 году.
С 2018 года итальянские карабинеры после испытания в некоторых оперативных подразделениях заказали более 5000 PMX  с намерением в будущем модернизировать весь арсенал стрелкового оружия. В марте 2022 года было подтверждено, что правительство Саудовской Аравии заключило с Beretta контракт на поставку 3500 PMX для вооружения полка королевской гвардии Саудовской Аравии. По состоянию на февраль 2023 года для Элитных сил Малайзии было заказано не менее 47 Beretta PMX.

## Конструкция
Beretta PMX представляет собой пистолет-пулемёт с закрытым и свободным затвором, изготовленный из инженерного пластика и алюминия. Общий вес оружия без патронов составляет 2,4 кг, а длинна - 640 мм с разложенным прикладом (418 мм со сложенным прикладом). Питается из коробчатых магазинов на 30 патронов под патрон 9×19 мм Parabellum. Скорострельность составляет 900 выстрелов в минуту. Имеет двусторонний трёхпозиционный ручной предохранитель с переводчиком режимов огня (полуавтоматический и полностью автоматический), регулируемые складные прицельные приспособления и планки Пикатинни «MIL-STD 1913», позволяющие использовать различные аксессуары и прицельные приспособления.